# Mosque of Almalik al-Gukandar
Mosque of Almalik al-Gukandar (arabiska: مسجد الجوكندار, franska: Masǧid al-Ğūkandār, engelska: Masjid al-Jūkandār, franska: Mosquée d'el-Goukandâr, Mosquée d'el-Tchogândâr, Mosquée d'el-Gaoukandâr, Mosquée d'al-Goukandâr, El Guédaar, Mosquée Ylmalak, engelska: Mosque of al-Gukandār, Masjid al-Malik al-Jukandar) är ett monument i Egypten.   Det ligger i guvernementet Kairo, i den norra delen av landet, i huvudstaden Kairo. Mosque of Almalik al-Gukandar ligger 39 meter över havet.
Terrängen runt Mosque of Almalik al-Gukandar är lite kuperad. Runt Mosque of Almalik al-Gukandar är det tätbefolkat, med 383 invånare per kvadratkilometer. Närmaste större samhälle är Kairo, 2,2 km nordväst om Mosque of Almalik al-Gukandar. Trakten runt Mosque of Almalik al-Gukandar är ofruktbar med lite eller ingen växtlighet.